# Радоје Љубичић
Радоје Љубичић (Биоска, код Ужица, 4. децембар 1920 — Сплит, 3. фебруар 1972) био је учесник Народноослободилачке борбе, генерал-потпуковник авијације ЈНА и народни херој Југославије.

## Биографија
Рођен је 4. децембра 1920. године у селу Биоска, код Ужица. Потицао је из сиромашне сељачке породице. Основну школу завршио је у родном селу, а занат је учио у Ужицу, где се рано укључио у синдикални покрет и омладински револуционарни покрет.
Активно је учествовао у организовању штрајкова и демонстрација, члан Савеза комунистичке омладине Југославије (СКОЈ) постао је 1937. године, а новембра 1939. године је примљен у чланство Комунистичке партије Југославије (КПЈ). Годину дана касније био је изабран је за члана Среског комитета КПЈ за Ужице, а убрзо и за члана Окружног комитета КПЈ за Ужице.
После Априлског рата и окупације Југославије, 1941. године, активно је радио на организовању устанка. Када је крајем јуна већина руководства КПЈ напустила Ужице и отишла на терен, Радоје је још неко време остао илегално у граду, где је окупљао чланове и прикупљао симпатизере за одлазак у Ужички партизански одред. Такође је и одржавао везу између Окружног комитета КПЈ и Покрајинског комитета КПЈ за Србију.
Приликом ослобођења Ужица, септембра 1941. године, налазио се на челу ударних група скојеваца са којима је учествовао је у борбама и хапшењу петоколонаша. Одмах после ослобођења града, постао је политички комесар Треће чете Ужичког партизанског одреда. После Прве непријатељске офанзиве и повлачења главнине партизанских снага у Санџак, повукао се са Ужичким одредом. Учествовао је у борбама у Санџаку, а посебно се истакао у нападу на италијанско упориште, код Бијелог Поља, када се привукао згради у којој су спавали италијански војници, и с блиског растојања убацио је кроз врата и прозоре неколико ручних бомби. О овом Радојевом подвигу писао је и лист „Борба”.
Децембра 1941. године са деловима Ужичког партизанског одреда ступио је у тада основану Прву пролетерску ударну бригаду и постављен је на дужност заменика политичког комесара Петог шумадијског батаљона. Учествовао је у многим борбама ове бригаде, а у једној акцији у Босанској Крајини је био тешко рањен. Са неколико другова, тада је извиђао кућу у којој су се налазиле усташе, и када су откривени, Радоје је, и поред тога што је био тешко рањен, помагао друговима да униште непријатељско гнездо, све док му и пушка није била пребијена од жестоке ватре непријатеља. Другови су га, тако тешко рањеног, носили неколико десетина километара, од Тарчина до Босанског Петровца.
После оздрављења, био је распоређен у Трећу крајишку ударну бригаду, у којој је извесно време био заменик политичког комесара бригаде. Са овом бригадом је учествовао у борбама око Кључа, а затим се разболео од тифуса и целу Четврту непријатељску офанзиву прошао је као болесник. У Петој непријатељској офанзиви учествовао је у свим значајнијим борбама, а када је постављен за заменика политичког комесара Треће санџачке ударне бригаде наставио је да се бори у Црној Гори и Босни.
Као руководилац политичког курса у Пријепољу успео је да се, у врло критичној ситуацији, са слушаоцима курса пробије кроз обруч Немаца и четника, што је спасило руководећи кадар бригаде. Убрзо је постао члан Покрајинског комитета КПЈ за Србију, а затим је постављен за руководиоца Политичког одељења (Политодела) 46. српске дивизије, која је била формирана у јужној Србији. Као заменик политичког комесара 22. српске дивизије, Радоје је учествовао у борбама на Сремском фронту.

### Послератни период
После завршетка рата, иако му је нуђено више значајних политичких функција, на лични захтев је остао у Југословенској армији (ЈА) и определио се за војну службу. Септембра 1945. године, прешао је на дужност у Ратно ваздухопловство, а крајем године отишао је на школовање у Војну академију „Фрунзе” у Москви, коју је завршио 1947. године. Потом је завршио Вишу војну академију ЈНА.
Налазио се на дужностима политичког комесара дивизије, начелника Организационо-инструкторског одељења Политичке управе Команде Ратног ваздухопловства, команданта Ваздухопловног пука и дивизије, начелник Оперативне управе РВ и ПВО, начелник Више војне ваздухопловне академије ЈНА и др.
Био је члан Опуномоћства ЦК СКЈ за РВ и ПВО, а у два сазива је био биран за члана Централног комитета Савеза комуниста Србије.
Дана 31. јануара 1972. године доживео је авионску незгоду, када је хеликоптер у коме се налазио по полетању из Сплита пао у море. Тада је био тешко повређен, а преминуо је 3. фебруара у војној болници у Сплиту. У тренутку смрти се налазио на дужности команданта Ваздухопловног корпуса и имао је чин генерал-потпуковника ЈНА.
Сахрањен је у Алеји народних хероја на Новом гробљу у Београду.
Носилац је Партизанске споменице 1941. и других југословенских одликовања, међу којима су — Орден братства и јединства са златним венцем, Орден партизанске звезде са сребрним венцем, Орден заслуга за народ са сребрним зрацима, Орден за храброст и Орден народне армије са сребрном звездом. Орденом народног хероја одликован је 5. јула 1952. године.
Његово име данас носи Средња техничка школа из Ужица.